# Agencia Federal de Gestión de Emergencias
La Agencia Federal de Gestión de Emergencias (del inglés: Federal Emergency Management Agency, o por sus siglas, FEMA) es una agencia del Departamento de Seguridad Nacional de los Estados Unidos instituida bajo la Presidencia de Jimmy Carter mediante el Plan de Reorganización Presidencial Número 3 de 1978 e implementada por dos órdenes ejecutivas el 1 de abril de 1979. El cometido principal de la agencia es coordinar una respuesta ante un desastre que ha ocurrido en Estados Unidos y que sobrepasa los recursos de las autoridades locales y estatales. El gobernador del estado en donde está ocurriendo el desastre debe declarar el estado de emergencia y solicitar formalmente al presidente de Estados Unidos que la FEMA y el gobierno federal respondan al siniestro.

## Historia
Para la década de los años treinta, cuando el enfoque federal en los problemas se popularizó, se confirió autoridad a la Corporación Financiera de Reconstrucción para otorgar préstamos de ayuda por desastre para reparar y reconstruir ciertas instalaciones públicas después de un terremoto, y más adelante, otros tipos de desastres. En 1934, se confirió autoridad a la Oficina de Caminos Públicos para proporcionar financiamiento para carreteras y puentes dañados por desastres naturales. La Ley para el Control de Inundaciones, que confirió al Cuerpo de Ingenieros del Ejército de los EE. UU. mayor autoridad para implementar proyectos de control de inundaciones, también fue promulgada. Este enfoque poco sistemático hacia la asistencia en desastres era problemático y dio lugar a legislación que requería una mayor cooperación entre las agencias federales y autorizó al Presidente para coordinar dichas actividades.

## Años 1960
En los años 1960 y principios de los 70 hubo desastres masivos que requerían una mayor respuesta federal y operaciones de recuperación por parte de la Administración Federal de Asistencia en Desastres, establecida dentro del Departamento de Vivienda y Desarrollo Urbano (HUD). El Huracán Carla atacó en 1962, el Huracán Betsy en 1965, el Huracán Camille en 1969 y el Huracán Agnes en 1972. El Terremoto de Alaska se produjo en 1964 y el de San Fernando sacudió el sur de California en 1971. Estos acontecimientos sirvieron para concentrar la atención en el problema de los desastres naturales y dieron lugar a más legislación. En 1968, la Ley del Seguro Nacional contra Inundaciones ofreció nueva protección contra inundaciones a los propietarios de casas, y en 1974 la Ley de Ayuda en Desastres estableció firmemente el proceso de las declaraciones presidenciales. de desastres.
Sin embargo, las actividades de emergencia y desastre todavía estaban fragmentadas. Cuando los riesgos asociados con las plantas de energía nuclear y el transporte de sustancias peligrosas se sumaron a los desastres naturales, más de 100 agencias federales estaban involucradas en algún aspecto de los desastres, riesgos y emergencias. Muchos programas y políticas paralelas existían a escala estatal y local, agravando la complejidad de los esfuerzos federales de ayuda en desastres. La Asociación Nacional de Gobernadores trató de disminuir el cuantioso número de agencias con las que los gobiernos estatales y locales se veían forzados a trabajar. Solicitaron al Presidente Jimmy Carter que centralizara las funciones federales de emergencia.

## Nacimiento de la FEMA
El decreto ejecutivo de 1979 del Presidente Carter fusionó muchas de las responsabilidades separadas relacionadas con los desastres en una nueva Agencia Federal para la Gestión de Emergencia (FEMA). Entre otras agencias, FEMA absorbió las actividades de la Administración Federal de Seguros, la Administración Nacional de Prevención y Control de Incendios, el Programa de Preparación de la Comunidad del Servicio Meteorológico Nacional, la Agencia Federal de Preparación de la Administración de Servicios Generales y la Administración Federal de Asistencia en Desastres del HUD. Las responsabilidades de defensa civil de la Agencia de Preparación de Defensa Civil del Departamento de la Defensa también fueron transferidas a la nueva agencia.
John Macy fue designado primer director de FEMA. Macy hizo énfasis en las semejanzas entre la preparación para riesgos naturales y las actividades de defensa civil. FEMA empezó a elaborar un Sistema Integrado de Manejo de Emergencias con un enfoque en todos los riesgos, que incluía "sistemas de dirección, control y advertencia que son comunes en la gama completa de emergencias, desde eventos aislados hasta la máxima emergencia: la guerra".
La nueva agencia enfrentó muchos retos poco usuales en sus primeros años que destacaron la complejidad del manejo de emergencias. Los primeros desastres y emergencias incluyeron la contaminación de Love Canal, la crisis de refugiados cubanos y el accidente en la planta de energía nuclear de Three Mile Island. Más tarde, el Terremoto de Loma Prieta en 1989 y el Huracán Andrew en 1992 centraron la atención nacional en FEMA.
En 2001, el presidente George W. Bush nombró a Joe M. Allbaugh como director de FEMA. En pocos meses, los atentados del 11 de septiembre de 2001 obligaron a la agencia a centrarse en los problemas de preparación y seguridad nacional, y pusieron a prueba a la agencia de maneras sin precedentes. La agencia coordinó sus actividades con la recién formada Oficina de Seguridad Nacional, y la Oficina de Preparación Nacional de FEMA recibió la responsabilidad de contribuir a garantizar que los primeros funcionarios de la nación encargados de responder fueran capacitados y equipados para enfrentarse a armas de destrucción masiva.
Miles de millones de dólares de nuevo financiamiento se destinaron a FEMA para ayudar a las comunidades a hacer frente a la amenaza del terrorismo. A pocos años de su vigésimo aniversario, FEMA estaba dirigiendo su enfoque en "todos los riesgos" hacia cuestiones de seguridad nacional.
En enero de 2003, el presidente Bush creó el Departamento de Seguridad Nacional (DHS, por sus siglas en inglés) nombrando a Tom Ridge como su primer secretario. La creación de DHS es la transformación más significativa del gobierno federal desde 1947, cuando Harry Truman unió las ramas de las fuerzas armadas bajo el Departamento de Defensa para coordinar mejor la defensa de la nación contra las amenazas militares.
Hoy en día, FEMA continúa su misión de guiar a los Estados Unidos para prepararse, prevenir, responder y recuperarse de desastres con la visión de "Una Nación Preparada" como parte del Departamento de Seguridad Nacional.
La FEMA fue acusada de actuar de forma incorrecta durante el Huracán Katrina, Michael Brown fue forzado a renunciar tras el caos por el huracán Katrina. David Paulison, fue nombrado por el presidente George W. Bush para servir como director de la FEMA.